# Rudolf Ottlyk
Rudolf Ottlyk (* 23. Mai 1920 in Innsbruck; † 10. Februar 2007 in Mieming) war ein österreichischer Manager und von 1953 bis 1957 geschäftsführender Obmann, von 1966 bis 1968 Präsident des FC Wacker Innsbruck.

## Leben und Karriere
Rudolf Ottlyk war in der Widerstandsbewegung gegen die Nationalsozialisten in Innsbruck tätig und führte später ein Autohaus in Imst. Er spielte schon in der Jugendmannschaft des FC Wacker Innsbruck. Nach dem Zweiten Weltkrieg beteiligte er sich am Vereinsleben und wurde von 1953 bis 1957 zum geschäftsführenden Obmann gewählt. Er unterschrieb den Pachtvertrag für das Grundstück, auf dem 1953 der alte Wacker-Platz entstand. In diesem Jahr stieg der Verein in die Landesliga, 1958 in die Arlbergliga und 1964 in die Staatsliga auf. 1966 wurde Ottlyk wiedergewählt und 1967 wurde er Vorsitzender des Nationalliga-Spielausschusses, ein Amt, das er wegen unfairen Verhaltens nicht lange innehatte. Seine Präsidentschaft endete 1968 nach internen Meinungsverschiedenheiten und Erwin Steinlechner wurde Wacker-Präsident. Ottlyk starb im Alter von 87 Jahren 2007 in Mieming.